# Myersiella microps
Myersiella microps é uma espécie de anfíbio da família Microhylidae. É a única espécie descrita para o género Myersiella. Trata-se de uma espécie endêmica do Brasil, encontrada em florestas úmidas da Mata Atlântica nos estados do Espírito Santo, Minas Gerais, Rio de Janeiro  e São Paulo. Apesar de classificada como menos preocupante pela IUCN, a espécie tem sofrido declínio populacional, principalmente por conta de perda e fragmentação de habitats.

## Nomenclatura e taxonomia
A espécie foi descrita por André Marie Constant Duméril e Gabriel Bibron em 1841 como Engystoma microps. Foi recombinada para Gastrophryne microps em 1910 e para Microhyla microps em 1954. Em 1954, foi então recombinada em um gênero próprio, o Myersiella.

## Distribuição e Habitat
Essa espécie está distribuída em habitats de Mata Atlântica, na Serra do Mar e na Serra da Mantiqueira, na região sudeste do Brasil. Mais especificamente em São Paulo, sudeste de Minas Gerais, Rio de Janeiro e sul do Espírito Santo. Normalmente, é encontrada em matas úmidas até 1100 m, vivendo no folhiço e serrapilheira.

## Ecologia
Assim como outros representantes da família Microhylidae, o M. microps tem hábito fossorial, utilizando seu focinho para cavar e enterrar-se no folhiço. É um animal noturno, porém na época de chuvas (de agosto a março) pode apresentar atividade diurna. Indivíduos já foram observados enterrados no solo, escondendo-se no folhiço úmido e caminhando acima do solo em noites chuvosas. Sua dieta consiste majoritariamente de formigas.
M. microps apresenta reprodução explosiva. Os machos vocalizam para as fêmeas longe de corpos d'água. Os ovos são grandes, cerca de 7 mm, e costumam ser depositados em buracos no solo ou nas árvores. O desenvolvimento dura em média 19 dias.

## Conservação
Assim como outras espécies de anfíbios anuros, o M.microps também está suscetível a impactos antrópicos. Dentre eles, podemos destacar a perda e fragmentação de habitat devido ao desmatamento para estabelecer plantios, expansão de cidades e construção de estradas.
Contudo, a área de ocorrência da espécie coincide com diversas áreas de conservação e proteção ambiental. Isso dá certa segurança para a espécie, porém pode ocasionar quebra no fluxo gênico entre populações.